# Armée des Pyrénées
L'armée des Pyrénées est une armée de la Révolution française.

## Création et évolutions
- créée par décret de la Convention du 1er octobre 1792 et formée de la droite de l'Armée du Midi.
- par décret du 30 avril 1793,  au déclenchement de la guerre contre l'Espagne, elle est séparée en armée des Pyrénées orientales et armée des Pyrénées occidentales[1].

## Généraux
- du  3 octobre 1792 au 16 février 1793 : général Servan
- du 17 février au 4 avril 1793, par intérim : général Dubouquet
- du 5 avril 1793 au 30 avril 1793 : général Servan
  - à partir du 17 avril, le général La Houlière, commandant la division orientale, est isolé et indépendant de fait
  - le 25 avril, provisoirement : général Chameron

## Arrondissements
Son arrondissement est à sa création, des Bouches-du-Rhône à l'embouchure de la Gironde, correspondant aux 9e, 10e, 11e et 20e divisions militaires.

Par arrêté du 1er mars 1793, son arrondissement s'étend des côtes de la Méditerranée depuis l'embouchure du Rhône jusqu'aux Pyrénées, la frontière d'Espagne, les côtes de l'Océan Atlantique depuis Hendaye jusqu'à l'embouchure de la Gironde.

## Observations
Elle se compose des bataillons de garnison laissés dans l'arrondissement qui lui est affecté et de bataillons de nouvelle levée (bataillons de fédérés et de volontaires nationaux appelés à la défense de la Patrie déclarée en danger). À la fin de l'année 1792, elle n'était pas encore réunie et commençait à peine à s'organiser.
À la séparation de l'armée des Pyrénées, Toulouse reste un centre d'approvisionnements commun aux deux armées.

### Même dénomination
- À la fin de l’Empire, une armée prend également ce nom, sous les ordres de Soult (1813-1814).
- Sous la Restauration, l’armée commandée par le duc d’Angoulême qui rétablit le roi d’Espagne sur son trône (prise du Trocadéro en 1823) est également appelée armée des Pyrénées. Voir expédition d'Espagne

## Sources
- Chef d'escadron d'état-major Charles Clerget, Tableaux des armées françaises pendant les guerres de la Révolution, sous la direction de la section historique de l'état-major de l'armée, librairie militaire R. Chapelot, Paris, 1905.